# 中华学习机

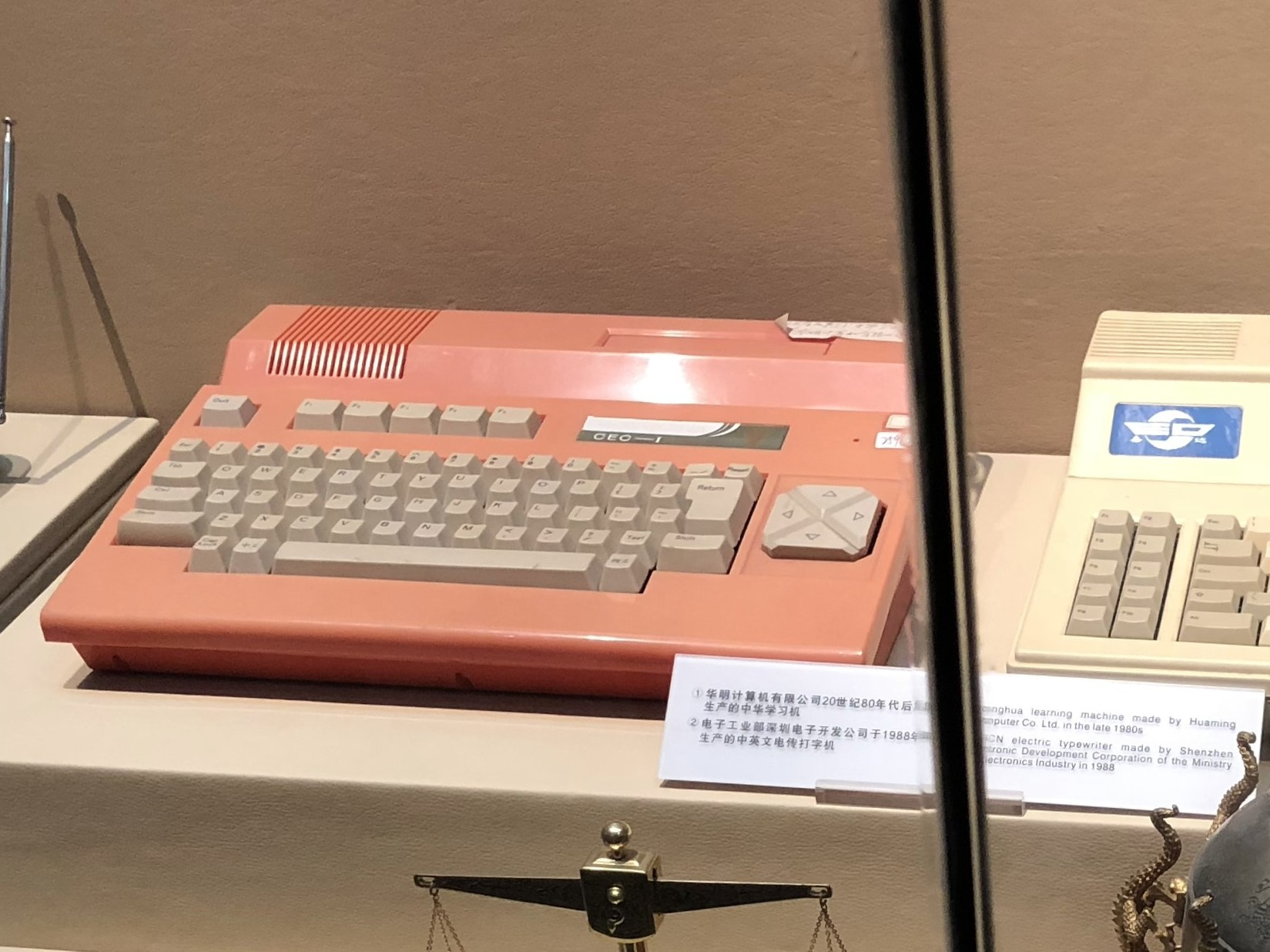
中华学习机CEC-I，展于深圳博物馆深圳改革开放史展厅

中华学习机是中国大陆于1986年研发成功上市，仿制Apple II的个人电脑产品。中华学习机由电子工业部计算机与信息局组织，清华大学主持联合设计，有电子部六所、国营734厂、天津无线电二厂、陕西省计算机厂及华明计算机有限公司参加研制成的一种计算机。中华学习机有两个型号：CEC-I 和CEC-E。和Apple II类似， 中华学习机配备了1 MHz 6502微处理器、64KB内存，连接家用电视机作为显示器使用。内置ROM BASIC等特性，可以使用Apple DOS，UCSD Pascal等Apple II软件。为降低成本，中华学习机仅有一个扩充槽。但设计失败的地方在于该扩充槽的板卡空间过小，以至于安装Z80等常用设备时，机器必须在去掉上盖的情况下工作。
特色功能：内置中文输入法、内置ROM Logo语言